# Ahmad Jamal
Ahmad Jamal (de nom de naixement Frederick Russell Jones) (Pittsburgh, Pennsilvània, 2 de juliol de 1930 - 16 d'abril de 2023), va ser un pianista estatunidenc de jazz. Fou una de les principals influències musicals de Miles Davis i és considerat com un dels pianistes més rellevants de la història del jazz. Jamal és un pianista del cool i de la tradició clàssica del jazz.
La música de Jamal fou i és encara innovadora i minimalista, tot manifestant un ús conscient dels espais i dels silencis per subratllar els moviments o les transicions entre la relaxació i la tensió, amb la intenció de generar dramatisme. Impressiona, abans que per la seva tècnica i la seva virtuositat, per una economia de mitjans i unes línies melòdicament i harmònica inventives. En els seus trios, sol deixar un gran espai de llibertat a la secció rítmica.

## Biografia
Jamal va començar a tocar el piano quan tenia tres anys, va començar la seva formació als set i als onze ja tocava professionalment sota el nom de Fritz Jones (encara que durant la Segona Guerra Mundial també es feia dir "Freddie") essent influït per artistes com Errol Garner, Art Tatum, Teddy Wilson, count Basie i Nat King Cole.
Després de graduar-se a l'institut, feu una gira com acompanyant de l'orquestra de Gorge Hudson el 1949. Un any després, es va unir al grup de swing de Joe Kennedy, els Four Strings, on va treballar com pianista i arreglista.
El 1950, Jamal formà el seu propi grup, els three Strings, amb el baixista Eddie Calhoun i el guitarrista Ray Crawford. Foren descoberts per la companyia Columbia el 1951 i van firmar pel segell. Calhoun fou més tard substituït per Richard Davis i després per Israel Crosby el 1955. Durant aquesta època, Fritz Jones es convertí a l'islam i es va canviar el nom pel d'Ahmad Jamal cap al 1952. També, en aquestes dates, el grup, rebatejat com a Ahmad Jamal Trio va gravar dos discos, que incloïen el clàssic de Jamal Ahmad's Blues i una versió de Pavanne que foren la base posterior dels llegendaris temes de Miles Davis So What i de l'Impressions de John Coltrane.
El 1955 va canviar de companyia, a Argo, on el trio va gravar l'exitós Chamber Music of New Jazz, que va impressionar a Davis i en el qual l'arreglista Gil Evans es va basar per crear l'obra pel trompetista. El 1956, Jamal va escollir un bateria, Walter Perkins, per substituir el guitarrista Crawford. Perkins, això no obstant, fou substituït el 1958 per Vernell Fournier, quedant constituït el grup clàssic que va treballar habitualment al Pershing Hotel de Chicago, donant com a resultat un disc clàssic en directe: Ahmad Jamal at the Pershing: But Not for Me. La versió de Jamal de Poinciana es convertí en el seu tema per antonomàsia. Com a conseqüència d'aquest èxit, Jamal va obrir el seu propi club, Alhambra, i va gravar abundantment per Argo durant els anys seixanta. Alguns dels seus discos tingueren un èxit considerable, com ara Ahmad Jamal Trio, Vol.4 del 1958 i Ahmad Jamal at the Penthouse del 1960.
L'any 1962 el trio es va desfer. Amb l'arreglista Richard Evans Jamal va gravar una altra sessió de jazz amb violins, Macanudo, i a continuació formà un nou trio amb el baixista Jamil Nasser i el bateria Chuck Lampkin. Lampkin se'n va anar el 1965 i fou substituït per Fournier abans que finalment fos Frank Gant qui formés part del trio.
Jamal va experimentar un breu ressorgir del seu èxit a finals dels anys seixanta gràcies a discos com Standar Eyes del 1967 i Cry Young del 1968. Un any després, canvià de companyia, ara per Impulse!, i va gravar cinc discos en quatre anys, incloent un directe al Montreux Jazz Festival del 1971 i Outertimeinnerspace del 1972, en els quals va experimentar amb el piano elèctric.
Jamal es va canviar a la companyia 20th Century el 1973. Nasser abandonà el trio a mitjans dels anys setanta i fou substituït per John Hurd; a més, el trio es convertí en un quartet momentàniament amb la incorporació del guitarrista Charlie Keys per concert del 1976 Live at Oil Can Harry's. Night Song presentà a Jamal treballant amb un grup més gran el 1980, però novament va formar un altre trio amb el baixista Sabu Adeyola i el bateria Payton Crossley.
A principis dels anys vuitanta, Jamal feu una gira i va gravar en tàndem amb el vibrafonista Gary Burton i tornà a una companyia poderosa en firmar amb Atlantic el 1985. Va treballar també per Telarc a principis dels anys noranta. El 1994 fou guardonat amb l'American Jazz Master Fellowship pel National Endowment for the Arts.
Jamal va signar després pel segell francès Birdology, que va suposar el principi d'un renaixement creatiu. Les seves gravacions foren distribuïdes inicialment als Estats Units per Verve i Atlantic, i més tard per petit segell Dreyfus Jazz. El seu primer disc francès, The Essence of Ahmand Jamal, Pt. 1, fou rebut calorosament a França i suposà la primera vegada que Jamal va gravar en petit grup amb el saxofonista George Coleman. Va continuar amb Big Byrd: The Essence, Pt. 2 (1997), i Nature: The Essence, Pt. 3 (1998), i sobretot amb l'aclamat concert del seu setantè aniversari a l'Olympia l'any 2000. Ek disc de 2003, In Search Momentum fou també molt ben rebut per la crítica.